# Manning Provincial Park
Der Manning Provincial Park – offiziell E.C. Manning Provincial Park – ist ein Schutzgebiet im Kaskadengebirge im Süden von British Columbia.
Mit 1.186.973 Besuchern (Personentagen) in der Saison 2023/2024, die von April bis März geht, ist er der am zweithäufigsten besuchte Park der Provinz. Er hat dabei deutlich weniger Besucher als der am häufigsten besuchte Park, der Cypress Provincial Park mit 1,985,865 Besuchern und nur knapp mehr Besucher als der am dritthäufigsten besuchte Park, der Rathtrevor Beach Provincial Park mit 1.095.681 Besuchern.  

## Anlage
Der Manning Provincial Park erstreckt sich direkt nördlich der Grenze zum Bundesstaat Washington und bildet gemeinsam mit dem North-Cascades-Nationalpark, der Ross Lake National Recreation Area, der Lake Chelan National Recreation Area, dem Skagit Valley Provincial Park, der Cascade Provincial Recreation Area und dem Sx̱ótsaqel/Chilliwack Lake Provincial Park ein geschlossenes Schutzgebiet im Norden des Kaskadengebirges.
Die Fläche des Parks beinhaltet die Quellgebiete von Similkameen River und Skagit River. Der Crowsnest Highway (BC Highway 3) durchquert den Park durch die Täler des Sumallo River, des Skagit River und des Similkameen und überwindet am Allison Pass (1341 m) den höchsten Punkt in der Kaskadenkette. Eine befestigte Nebenstrecke führt zum Lightning Lake Campground, unbefestigte Nebenstraßen führen zu einem Parkplatz nahe dem Shadow Fall (Gibson Pass Road) und zum Blackwall Peak (2063 m – Blackwall Peak Road).
Der höchste Punkt des Parks ist der nördliche Gipfel des Frosty Mountain, der eine Höhe von 2423 m erreicht.
Bei dem Park handelt es sich um ein Schutzgebiet der Kategorie II (Naturpark).

## Geschichte
Das erste Schutzgebiet auf dem Gebiet des heutigen E.C. Manning Provincial Park, welcher seinen Namen nach Ernest C. Manning, dem Chef der Forstverwaltung der Provinz British Columbia zwischen 1936 und 1941 erhielt, war die Three Brothers Preserve, auf welcher 6.440 Hektar die Flora der Bergwiesen im heutigen Nordosten des Parks schützte. 1936 wurde die Fläche des unter Naturschutz stehenden Gebiets verdoppelt und die Three Brothers Wildlife Reserve eingerichtet.
Die Einrichtung des Provinzparks erfolgte 1941, die Fertigstellung des Crowsnest Highway zwischen Princeton und Hope im Jahr 1949 machte den Park als Naherholungsgebiet des Ballungsraumes Vancouver populär. Nach einer Änderung im Oktober 1999 wurde die Fläche des Parks zuletzt im Mai 2012 auf seine heutige Größe erweitert.

## Flora und Fauna
Bezüglich seiner Ökosysteme wird British Columbia in verschiedene biogeoklimatischen Zonen eingeteilt. Biogeoklimatische Zonen zeichnen sich durch ein grundsätzlich identisches oder sehr ähnliches Klima sowie gleiche oder sehr ähnliche biologische und geologische Voraussetzungen aus. Daraus resultiert in den jeweiligen Zonen dann auch ein sehr ähnlicher Bestand an Pflanzen und Tieren. Innerhalb dieses Systems wird das Parkgebiet verschiedenen Zonen und Subzonen zugeordnet. Diese sind die Engelmann Spruce – Subalpine Fir Zone mit den Subzonen Dry Cold und Moist Warm, die Interior Douglas-fir Zone mit den Subzonen Dry Cool und Wet Warm, die Coastal Western Hemlock Zone mit der Moist Submaritime Subzone, die Montane Spruce Zone mit der Dry Mild Subzone und die Alpine Tundra Zone.
Da das Parkgebiet zahlreiche verschiedene Biotope umfasst, sind in ihm 63 Arten von Säugetieren und 206 Vogelarten heimisch. Neben den für die Biotope typischen Arten bietet der Park einigen seltenen Tierarten eine Heimstatt. So sind die Bestände des Dachses, des Stummelschwanzhörnchens, des Goldmantel-Ziesels und des Vielfraß bedeutend, darüber hinaus ist der Park wichtig für die Wiedereinführung des Grizzly-Bären im Gebiet des nördlichen Kaskadengebirges.
Im Park gibt es bedeutsame Bestände des Fleckenkauz, der in British Columbia als bedroht gilt, ein Programm zur Erhaltung dieser Art im Gebiet des Parks wird betrieben.
Das Vorkommen an Rhododendron macrophyllum in den Rhododendron-Flats gilt als eines der nördlichsten dieser Art, diese Pflanzenart ist eine von nur drei unter Naturschutz stehenden Pflanzen in British Columbia.

## Aktivitäten
Durch seine leichte Erreichbarkeit vom Großraum Vancouver und vom Okanagan Valley ist der Manning Park auch als Erholungsgebiet von großer Bedeutung, welches sich auch in der touristischen Infrastruktur zeigt.
Der Park verfügt über vier Campingplätze, welche sich im vom Crowsnest Highway gebildeten Korridor befinden, die Manning Park Lodge liegt am Nordufer des Similkameen River etwa 6 Kilometer östlich des Allison Pass nahe der Zufahrt zu den Shadow Falls beziehungsweise zum Blackwell Peak.
Im Süden des Parks, an der Grenze zu den Vereinigten Staaten, befindet sich der nördliche Endpunkt des Fernwanderweges Pacific Crest Trail.
Der Park verfügt über drei Naturlehrpfade, die in die Natur – insbesondere die Flora – des Parks einführen:
- Beaver Pond Nature Trail (nahe dem Besucherzentrum; Länge: 500 Meter; Biberteiche mit  Vogelbeobachtung im Mai und Juni)
- Rein Orchid Nature Trail (nahe der Lodge an der Gibson Pass Road; Länge: 500 Meter; Orchideen im Juni und Juli sowie Sumpfflora)
- Sumallo Grove Nature Trail (Sumallo Grove Picknickplatz; Länge: 700 Meter; Bestände an Riesen-Lebensbäumen und Douglasien)

Einige der zahlreichen Wanderwege können im Winter auch mit Hilfe von Langlauf-Ski erkundet werden:
- Bonnevier Trail (schwer, 25 km, 950 m Höhenunterschied)
- Canyon Trail (mittelschwer, 2 km)
- Castle Creek / Monument 78 Trail (mittelschwer, 12 km)
- Dewdney Trail (mittelschwer, 36 km, 1.130 m Höhenunterschied)
- Dry Ridge Trail (mittelschwer, 2 km, 75 m Höhenunterschied)
- Engineers Loop Trail (mittelschwer, 1 km, 200 m Höhenunterschied)
- Frosty Mountain Loop Trail (schwer, 28 oder 30 km, 1.150 m Höhenunterschied)
- Grainger Creek Trail (schwer, 18 km, 950 m Höhenunterschied)
- Heather Trail (mittelschwer, 21 km, 292 m Höhenunterschied)
- Hope Pass Trail (mittelschwer, 24 km, 1.000 m Höhenunterschied)
- Lightning Lake Loop Trail (leicht, 9 km)
- Lightning Lake Chain Trail (leicht, 10 oder 12 km)
- Monument 83 Trail (schwer, 16 km, 850 m Höhenunterschied)
- Pacific Crest Trail (schwer, 13 km, 450 m Höhenunterschied)
- Paintbrush Trail (mittelschwer, 1 km, Blüte der Bergwiesen üblicherweise Mitte Juli bis Mitte August)
- Poland Lake Trail (schwer, 8 km, 435 m Höhenunterschied)
- Rhododendron Flats Trail (leicht, 1 km, Blütezeit des Rhododendron üblicherweise 1. bis 15. Juni)
- Skagit Bluffs Trail (mittelschwer, 6 km, 225 m Höhenunterschied)
- Skyline Trail I (schwer, 20 km, 775 m Höhenunterschied)
- Skyline Trail II (schwer, 13 km, 470 m Höhenunterschied)
- Strawberry Flats / Three Falls Trail (mittelschwer, 9 km, 125 Höhenunterschied)
- WhatcomTrail (schwer, 13 km, 1.080 m Höhenunterschied)
- Windy Joe Mountain Trail (schwer, 16 km, 525 Höhenunterschied)